# Harrtjärnen, Härjedalen
Harrtjärnen är en sjö i Härjedalens kommun i Härjedalen och ingår i Dalälvens huvudavrinningsområde. Sjön har en area på 0,0762 kvadratkilometer och ligger 769,2 meter över havet. Sjön avvattnas av vattendraget Stor-Fjätan.

## Delavrinningsområde
Harrtjärnen ingår i det delavrinningsområde (690924-133906) som SMHI kallar för Inloppet i Storhån. Medelhöjden är 838 meter över havet och ytan är 5,91 kvadratkilometer. Räknas de 5 avrinningsområdena uppströms in blir den ackumulerade arean 23,28 kvadratkilometer. Stor-Fjätan som avvattnar avrinningsområdet har biflödesordning 3, vilket innebär att vattnet flödar genom totalt 3 vattendrag innan det når havet efter 519 kilometer. Avrinningsområdet består mestadels av skog (49 procent) och kalfjäll (45 procent). Avrinningsområdet har 0,08 kvadratkilometer vattenytor vilket ger det en sjöprocent på 1,3 procent.